# フランス第二共和政

フランス共和国
République française (フランス語)

国の標語: Liberté, Égalité, Fraternité（フランス語）
自由、平等、友愛国歌: Le Chant des Girondins（フランス語）
ジロンド派の歌
フランス共和国の位置（1848年）

フランス第二共和政（フランスだいにきょうわせい、仏: Deuxième République）は、1848年の二月革命から1852年のナポレオン3世皇帝即位（第二帝政の成立）までの期間のフランスの政体を指す。
第二共和政の発足当初はブルジョワと社会主義者の協調が図られたが、実際の政策運営にあたって対立が先鋭化し、六月蜂起へと至った。これにより保守化したブルジョワ・農民は社会的安定を求めて強力な指導者を求め、一方で新政府に失望した労働者も強力な指導者による保護を求めた。こうした中、ナポレオン1世の威光を帯びたルイ＝ナポレオン・ボナパルトが各層の広範な支持を得て権力を掌握し、1852年に皇帝に即位したことで第二共和政は崩壊した。本項は1848年のフランス革命の続きである。

## フランス二月革命

### 臨時政府の発足
1848年、二月革命により国王ルイ・フィリップが亡命したことで、七月王政は終焉した。
その後、共和派政治家アルフォンス・ド・ラマルティーヌが中心となって王政の廃止が決定し、フランスは第二共和政へと移行した。
フランス革命の経験者であったデュポン・ド・ルールが首班となって、ラマルティーヌなどの自由主義者だけでなくジャコバン派のルドリュ・ロランやルイ・ブランら社会主義者を含む11人によって1848年の臨時政府が樹立されると、臨時政府は生存権・労働権・団結権などの市民的権利を承認した。
さらに、パリ民衆とルイ・ブランの強い要求を踏まえて「国立作業場」と労働者のためのリュクサンブール委員会の設立が定められた。また、奴隷制の廃止の政令が発せられた他、言論の自由、出版の自由が保障され、200以上の新聞が発刊されることになった。

### 総選挙と保守派の勝利
3月初旬、憲法制定国民議会の開催にむけて、選挙に関して21歳以上の成人男子選挙権に基づく法令が示された。
4月23日に国政選挙が実施され、880人の議員によって議会が発足した。総選挙は穏健共和派と保守派の秩序党が躍進を果たし、社会主義者にとって極めて厳しい結果になった。そもそも地方には社会主義に共感を抱く層が少なかったことに加え、パリでもかつてのフランス革命のような急進的なジャコバン独裁への恐怖感があったことから、社会主義者は議会に進出することができなかった。また、そもそも全国で選挙を行い各地の総意に基づいて政治を運営するということが、直接行動に訴えて革命の担い手となってきたパリ市民の地位を相対的に低下させることになっていた。
左翼陣営は自らの政治的主張を実現できないと考え、徐々に直接行動を激化させていった。そして、新議会で国立作業場が閉鎖されたことを契機に、パリの労働者が大規模な武装蜂起を起こした。これがいわゆる六月蜂起である。4日間の流血戦を経て蜂起は鎮圧され、政府側703名、労働者側3035名に及ぶ多数の死者を出した。この事件により、それまで共闘してきたブルジョワとプロレタリアートの関係が決裂した。政府側を支持するブルジョワは、反政府的な労働者による社会主義革命を警戒するようになり、これまでのように革命の担い手にはならなくなった。むしろ、社会の安穏を求めて保守化した政府を支持するようになるのである。こうして、市民革命の時代は終焉へと向かった。

## 第二共和政の過渡期

### 社会主義者狩り
六月蜂起の鎮圧後、暫定的に政治を担ったのが軍人カヴェニャックであった。カヴェニャックは「秩序の勝利」を謳い、国内反動派の秩序党と王政各国政府からの世界的賞賛を浴びたが、同時に第二共和政の死を早める存在となった。
カヴェニャックが最初に取り組んだのは蜂起の鎮圧と容疑者探しであった。
6月26日、蜂起の原因を究明する調査委員会が発足し、オルレアン派のオディロン・バローが委員長に就任した。委員会の目的はルイ・ブランやコーシディエールなど社会主義者を糾弾し、蜂起に関係していたとして責任を追及するとともに、支持を失わせることが目的となった。議会はバローの調査報告を受けて二人の社会主義者の問責を承認した。このときルドリュ・ロランはカヴェニャックと密約を結んで追及をかわした。言論の自由は否定され言論統制が進行、「労働の権利」が政府文書から消され、１０時間労働制は廃止され、労働者の待遇改善など先進的な社会政策が否定されるようになった。蜂起に関わったとされた労働者のアルジェリア流刑が進められた。

### ルイ・ナポレオンの復帰
社会主義者狩りが進行していた頃、或る亡命者が表舞台に登場しようとしていた。共和派軍人カヴェニャックが皮肉にも六月蜂起の弾圧者となったことを喜び、「この男は私のために道を掃いているのだ」と語った男、ルイ・ナポレオンである。
1848年6月、彼はブリテンに亡命中であったが、6月の補欠選挙で立候補して当選を果たした。ピエール・プルードン、アドルフ・ティエール、ヴィクトル・ユゴーもこの選挙で当選した。だが、ルイ・ナポレオンは外国政府や反動勢力からの資金援助と支持を受けて政治活動を図り、やがて共和制の敵になることが疑われた要注意人物であった。議会では危険な亡命者が議席に就くことを承認するか否かで議論が紛糾した。ラマルティーヌは「共和国のなかの一徒党がいかに光輝ある名前を装っていたとしても、われわれはそのヴェールを引き裂き、その名前の背後に徒党しか見ないのだ」と語った。しかし、母国政府での不信をよく弁えていたルイ・ナポレオンは、賢明にも議席に就くことを辞退するとともに、議会で共和国への忠誠を表明した。議会多数を占めていた秩序党はルイ・ナポレオンに誠実さを感じ入り、彼のフランスへの復帰を承認するとともに、その政治的復権の道を開くことになった。ルイ・ナポレオンは一連の芝居によって議会内に同調勢力を作り出し、その後の政治的基盤の形成に成功したのである。

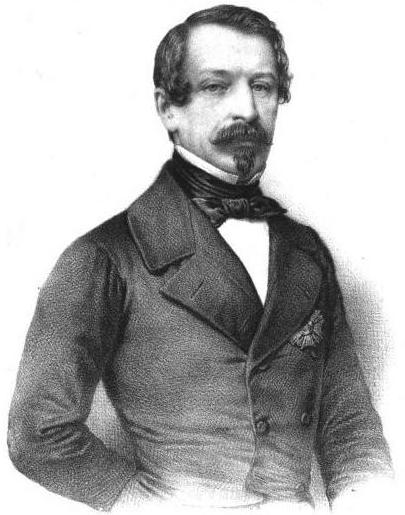
1848年のルイ・ナポレオン

ルイ・ナポレオンの権力への道に貢献した人物に保守派のファルー公爵がいた。ファルーは共和派のカヴェニャックに民衆を弾圧させるという汚れ仕事をさせるべく陰謀をめぐらせていた。歴史はファルーの思惑通りに展開、国立作業場を閉鎖して民衆の蜂起を誘発してカヴェニャックがこの蜂起を鎮圧、共和派は同士討ちを演じた。共和派を構成する自由主義者と社会主義者、ブルジョワとプロレタリアは反目しあう関係になり、相互不信が広まっていった。弾圧者としての役割を果たしたカヴェニャックにもはや利用価値は無かった。ルイ・ナポレオンとファルーら秩序党の思惑は一致し、カヴェニャック降ろしのために共闘するようになる。
1848年9月、再び補欠選挙が実施された。ルイ・ナポレオンは圧倒的な支持で当選を果たした。この選挙ではすでに一議員の存在としてではなく、ポスト・カヴェニャックの有力候補へと成長していた。しかし、25日にいざ議席に就いてみると、議会でのルイ・ナポレオンは長い亡命生活のゆえにフランス語の発音が下手で演説力に著しく欠き、政治家としての資質を備えているとはおよそ思えない七光り議員であった。保守派にとっても扱いやすい神輿と見なされていた。
アドルフ・ティエールはルイ・ナポレオンについて「ただのバカ」と一言で評した。オルレアン派のレミュザは「鉛色の長い顔に鈍重な表情、ボアルネ家特有のだらしない口元をしている。顔が身体に比べて長すぎるし、胴も足に比べて長すぎる。動作が鈍く、鼻にかかった声でよく聞こえず、話し方も単調だ。ようするに外見からすると、非常に感じが悪い」と評した。

### 憲法制定と大統領選挙
この間に憲法制定議会は、1)労働権、2)一院制、3)大統領選挙方法、4)大統領選挙期日をめぐって討議を展開した。
革命の初期には熱烈に支持された労働権は「夢想家の感傷」だとか「職を持たない労働者に40スー（2フラン）の日当をやるための結構な発明品だ」とか揶揄された。結局「労働と産業の自由」が明記されることとなり、労働権は憲法から削除されることになった。続いて一院制に関して、バローは下院の独走を防ぐために第二院を設置することを求めたが、同時に執行府の独裁を阻止するために強力な一院制を設置することが決定、議会に対して参事院が設置され、立法審査のためのチェック機構となることが決した。大統領については独裁者の登場が危惧され、国民投票ではなく議会による指名という方式も検討された。しかし、ラマルティーヌは大統領選に復権の機会を願っており、「いくらかは神の意志に残されるべきだ」と訴えて国民投票を強く支持した。大統領は国民投票によって直接選出することが決定され、大統領選挙は12月10日に実施することが定められた。
議会は憲法の草案を完成させ、11月4日に議会で賛成796票・反対30票で採択され、12日に公布されることになった。このとき、戒厳令下での憲法制定は違法であるとして極右と極左が共に反対票を投じた。極左の代表者であったプルードンやピエール・ルルーは労働権の削除に反対して抗議した。
11月4日に憲法が採択され、第二共和政の政体が決められた。アメリカ合衆国の政治形態がモデルとなっており、議会（立法府）と大統領（行政府）は対等の関係であり、大統領は国民議会から独立して首相と閣僚を任免する権限を持つが、代わりに議会解散権は有さなかった。そのため大統領と議会が対立した場合には行政と立法間の捻じれの解消は困難であった。大統領・国会議員ともに成人男子による直接選挙で選出されるが、大統領選挙は有効投票数の過半数かつ最低200万票の得票が必要とされ、条件を満たした候補がいない場合には上位者5名の中から国民議会が決めるという制度になっていた。また、大統領の任期は4年であり、連続再選はできなかった。憲法からは長期政権を維持して政治の持続的なかじ取りが不可能な規定になっていた。こうした矛盾が後に致命的な落とし穴となっていく。
11月12日、カヴェニャックは憲法制定を祝してコンコルド広場で祭典を催したが、当日は早くも雪が降りしきり、軍と政府の高官ならびに司祭の列席があったものの一般民衆はこれに参加しなかった。祭典は軍と宗教によって財産家の秩序が勝利したという点を強調するものとなった。民衆が祭典に参加しなかったのは天候だけが理由ではない。民衆は王政に対して立ち上がったものの、その後に革命の成果と恩恵に十分に浴することができなかった。最大の理由は政府による弾圧を受けるに至った六月蜂起の傷が癒えていなかったためである。このような国民感情の悪化は大統領選挙に影響を及ぼした。

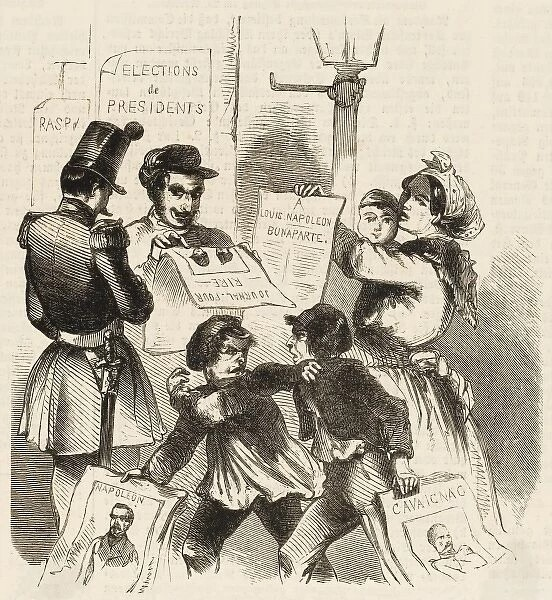
1848年のフランス大統領選挙の様子を描いた絵。ナポレオンのポスターを持った子供とカヴェニャック将軍のポスターを持った子供が喧嘩をしている。

第二共和国憲法に従って大統領選挙が12月10日に行われることとなった。1848年フランス大統領選挙にはカヴェニャック将軍、ラマルティーヌ、ルドリュ＝ロラン、ラスパーユ、シャンガルニエ将軍、そしてルイ・ナポレオンが出馬した。大統領選は有権者となってい久しい全国各地の民衆票を獲得することに主眼が置かれ、政策論争ではなく候補者間の中傷合戦で終始していった。
その結果、ルイ・ナポレオンがナポレオン1世の甥という出自を生かして各層の幅広い支持を得、543万票（得票率74.2%）を獲得して圧勝した。二位がカヴェニャックで144万票（得票率19.8%）を獲得。三位ルドリュ＝ロランが37万票（得票率5%）、四位ラスパーユが3万6千票（得票率0.5%）、五位ラマルティーヌが1万7千票（得票率0.2%）六位シャンガルニエが4700票（得票率0.06%）という結果であった。
カヴェニャックは大ブルジョワと主要メディアの支持を獲得し、議会共和派の全面的な信任を受けて立候補したが、共和派を結集することができず惨敗した。また、共和派の指導者ルドリュ＝ロランとラマルティーヌは共に二月革命とその後の第二共和政の立役者であったが両者は新憲法を支持して曖昧な態度を採ったため決断力と指導力に欠けると見られ、また、カヴェニャックと同様「6月蜂起」での労働者への弾圧に対する嫌悪感から投票は忌避され、労働者の票は5月15日の議会乱入事件で逮捕され獄中立候補していたラスパーユに流出した。共和派は候補者の絞り込みもできず票が分散して民衆の支持も得られず敗北したのである。
一方、ルイ・ナポレオンは秩序、宗教、家族、財産の擁護を前面に出し、戦争と帝政の復活への警戒感を和らげながら選挙戦を戦い、共和派の躍進と革命の続行を警戒する保守派と地方の農民層の支持を得た。また、ロシアなどの反動国家や主要な銀行から資金援助を受けて豊富な選挙資金を確保し、シャンソンをつくったりビラをまいたり口コミを生かした地道な広報戦略を駆使した。彼はラマルティーヌのような優柔不断なイメージ、カヴェニャックのような弾圧者のイメージもなく、ナポレオンの名を利用して人々の期待感を煽って多くの民衆の支持を得た。瞬く間に泡沫候補者から有力候補者へと駆け上がり、大統領選の当選者になったのである。

## ルイ＝ナポレオン大統領

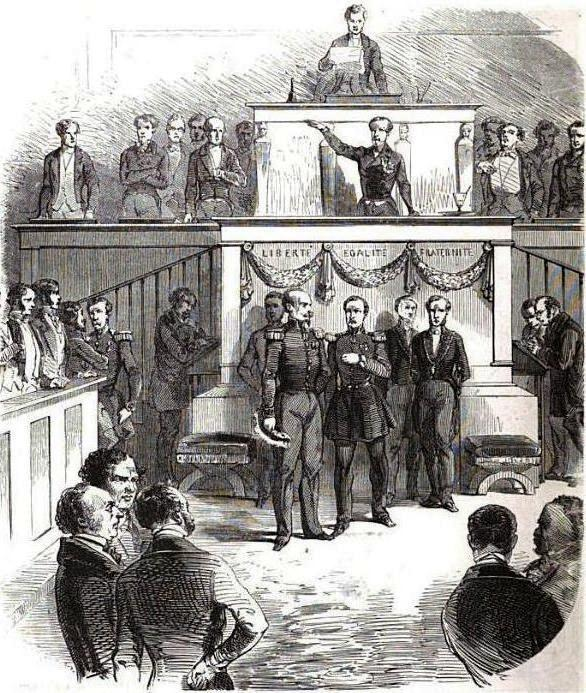
議会で宣誓するルイ・ナポレオン

### 大統領就任と首相指名
1848年12月22日、ルイ・ナポレオンは立法議会で宣誓して新大統領に就任した。彼は「皇太子=大統領（プランス=プレジダン）」と呼ばれた。
しかし、新政権発足は孤立無援からのスタートとなった。大統領に就任して首相を指名し組閣を命じなければならなかったが、議会の調整役となり政策を実行する役目を果たせる人物に当てがなかったのである。本来、こうした役割をルイ・ナポレオンの大統領選を支えた新聞王エミール・ジラルダンといった人物が引き受けるべきであったが、ジラルダンは急進的な改革派で議会の調整役に不適格な人物であり、大統領の手足となりうる存在ではなかった。
議会調整役としては革命前に政権を掌握していたオルレアン派が有望であったが、ルイ・ナポレオンは旧体制を支えていた派閥との妥協に消極的であった。しかし、背に腹を変えられないルイ・ナポレオンはアドルフ・ティエールに相談を持ちかけた。ティエールは政権運営の難航を予想して首相就任の任を引き受けなかったが、代打として同僚のオディオン・バローを推薦した。バローは傀儡として利用することができるが、サンシモン主義を信奉していたルイ・ナポレオンが提示する社会改革を政策として具体化させ、貧困との戦いを通じて民衆を救うという政治構想を実現できる人物ではなかった。そのため、ルイ・ナポレオンは共和派のラマルティーヌに首相を引き受けてもらおうと散歩の道すがらで接触を試み、首相就任を引き受けてほしいと申し出た。ラマルティーヌは引退を決め込んでいたためこの申し出を拒絶し、バローを推薦しながら彼が拒否したら自分が引き受けると返答した。各派が首相指名を拒否して消去法的にバローが新首相に浮上し、バローも大統領の申し出を受諾して組閣に着手することになった。
案の定、第一次オディオン・バロー内閣は閣僚ポストをオルレアン派など王党派で固めた。したがって、ルイ・ナポレオンは『貧困の根絶』（1844年）で国立の集団農場を設置して入植者を未開拓地に派遣し、農業増産によって食糧価格の騰貴に対処する政策案を提示していたのだが、そこで描いた政策の立案も遂行も思うように進められず、何もできないままに時を浪費することとなった。彼は忍耐しながらもハリエット・ハワードや女優のラシェル・フェリックス、シャセリオーのモデルで愛人だったアリス・オジーとの関係を楽しみつつ、機会が訪れるのを待った。
政権発足から半年が過ぎた1849年、5月13日の総選挙が実施される。このときの総選挙では保守派の秩序党が大勝、705議席中450議席を制して第一党に躍進した。また、ルドリュ・ロランら率いる山岳党(1849)は180議席へと議席を増やすことに成功した。しかし、カヴェニャック率いる穏健共和派は75議席へと転落した。山岳党が議席を伸長させたことは秩序党にとっては勝利を打ち消すほどの苦々しいものであった。

### ローマ侵攻

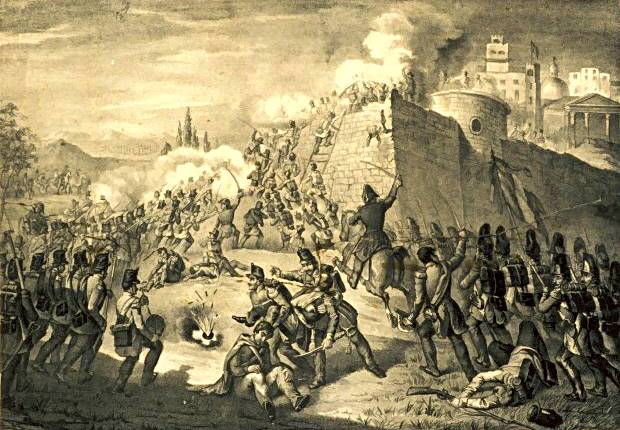
1849年のフランス軍のローマ侵攻を描いた絵

1848年革命の震源地イタリアでは、革命派の力はまだ温存されていた。オーストリア帝国により国土の北半分を占領支配されていたイタリアでは、ナショナリズムの機運によって統一運動が盛んになっていた。
ローマでは教皇ピウス9世の信頼の厚いローマ暫定政府首班ペッレグリーノ・ロッシが暗殺されて暴動が起こり、教皇自らも市民軍によって軟禁される。1848年11月24日、教皇はローマを放棄してガエータに逃亡していた。1849年2月9日、ジュゼッペ・マッツィーニを中心としたローマ共和国が成立した。ルイ・ナポレオンは大統領選で勝利するためにカトリック勢力の支持を得ようと考え、教皇のローマ帰還を支援する約束をしていた。4月に入ると、ルイ・ナポレオンはオーストリアの南下を阻むためにイタリア派兵を決定した。5月の初め、フランス軍がローマに到着し、市内に入城しようとした際、ローマ共和国軍の激しい抵抗に遭って撃退されるという事件が起こる。ルイ・ナポレオンはローマに進軍してローマ共和国を崩壊させるべく増援を決定した。

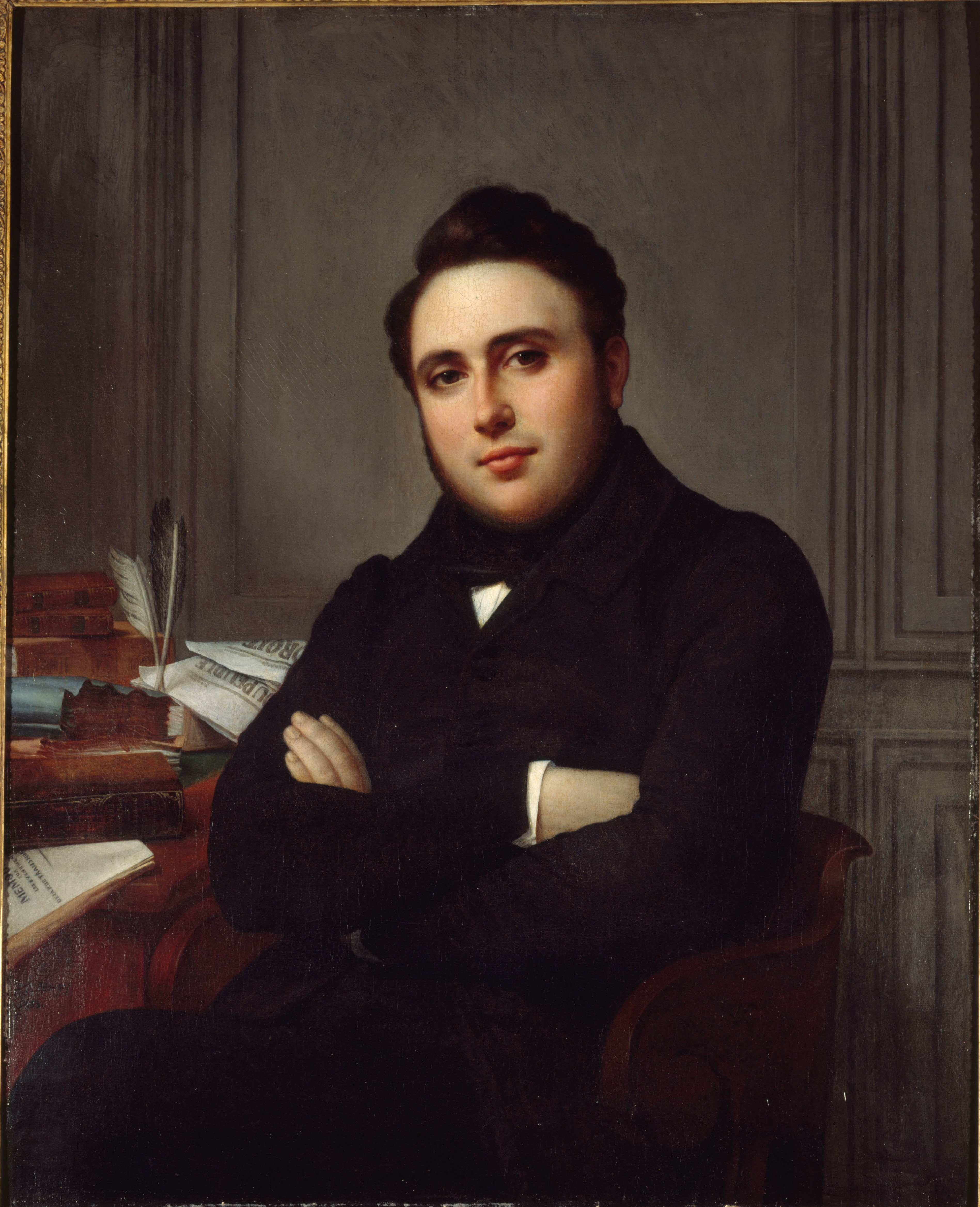
ルドリュ＝ロラン

しかし、共和派新聞は出兵による外国革命への干渉を禁じた第二共和国憲法の条文を理由に政権批判を加えた。山岳党はイタリア問題を政治の焦点として定め選挙戦を展開し、議席を伸ばすことに成功した。6月に入ると再びローマ攻撃のニュースが入り、これを機にルドリュ・ロランは民衆に6月13日にデモを呼びかけ、8000人の群衆がシャトー・ドーの広場に参集した。第二次オディオン・バロー内閣は事態に狼狽したが、これを好機と見たルイ・ナポレオンは左派勢力の一掃を図るべく戒厳令を発し、シャンガルニエ将軍とともにデモ隊鎮圧のために騎兵隊を派遣して群衆を一掃した。ルドリュ・ロランをはじめ山岳党の議員たちは拠点とした工業技術学院に立て籠もって抵抗したが、ルドリュ・ロランはベルギーに逃亡し、逃げ遅れた30名の議員が逮捕された。
ルイ・ナポレオンは山岳党の蜂起を機に秩序党からクーデターを起こして共和派を一掃するように圧力をかけられた。
しかし、ルイ・ナポレオンは腹心のヴィクトール・ド・ペルシニーを伴なって全国遊説に赴き、秩序党の陰謀を世間に公表して共和政を守るべきだと訴えた。彼は秩序党の手先になるほど愚かではなく、左の革命と右のクーデターを拒否して政治の混乱に疲れた国民の信頼を獲得し、左右両派の対立を利用して自身の支持率向上の道具としたのである。また、復権したピウス9世が反動政治を強化しつつあることを知り、「フランスはイタリアの自由を圧殺するために軍隊を派遣したわけではない」としてこれを諌める書簡を送った。これは秩序党の反感を煽るものとなり、大統領と秩序党の決別のきっかけとなった。まもなく第二次オディオン・バロー内閣は退陣、ルイ・ナポレオン自身が新内閣の首班となって組閣をおこなう。

### 1851年クーデターまで
ルイ・ナポレオンの政治は、「国内では秩序、権威、宗教、そして民衆の福祉、国外では国家の威信」を柱としたが、その政治は反動的なものであった。オルレアン派と穏健共和派の連立であったバロー内閣を退陣させる一方、議会内の勢力均衡の観点からブルボン王朝派の閣僚ファルー公爵との協調を重視し、彼が提出した教育改革法案通過を支援した。ファルー法と呼ばれるこの法律により、中高等教育の私学の認可とカトリック教会を支持する宗教教育が導入され、共和派の教員のパージがおこなわれた。こうした反動政策への反発から1850年3月の補欠選挙では30議席の改選議席の20議席を山岳党が占め、議席数を増やした。
しかし、秩序党はこの敗北に危機感を感じ、左派の封じ込めを図ろうと巻き返しを始めた。
秩序党が多数を占める議会は成人男子選挙権を骨抜きにするために、選挙法を改正しようと試みた。左翼を支持していた都市部の急進的な労働者から選挙権を取り上げるべく、選挙権を得るために必要となる居住期間を半年から3年に延長した。その結果、1000万人の都市労働者のうち、300万人が有権者資格を失うこととなった。とくにパリでの影響は大きく、有権者の62%が選挙権をはく奪されたと言われている。新選挙法は大統領選挙での議会の権限の強化も意味した。大統領選挙の有効得票数を200万票以上に規定されていたため、もし有効数に達しなかった場合には議会が上位3位から指名できた。山岳党は議会で反対の論陣を張ったが無謀な蜂起を避けた。1850年5月31日、新選挙法が議会を賛成多数で通過し、これにより議会は大統領指名の機会も高めた。同年6月9日、集会と結社の自由が禁止され、7月11日には新出版法により検閲が復活した。一方、ルイ・ナポレオンは新選挙法に反対の意思を表明したものの、成人男子選挙権の否定につながる政局に傍観を決め込んだ。彼は秩序党に反動の責任を押し付け、時が到来したら民衆の権利の擁護者として秩序党を処断するつもりでいた。
秩序党はルイ・ナポレオンの排除のためにあらゆる工作を試みた。そのひとつがルイ・ナポレオンの俸給問題であった。ルイ・ナポレオンは支持者の支援を得るため、自身の俸給とハリエッタ・ハワードからの借金によって資金を調達して、全国遊説に歓呼を叫ぶ支持者部隊を動員しており、軍の兵士たちに御馳走を振る舞ったり有力者に贈賄を繰り返す賄賂政治に頼っていた。議会は大統領に不信感を抱いていたため俸給の支給を拒絶していたが、クーデターへの懸念から選挙法改正の協力に対する謝礼として臨時俸給260万フランを支給することを決定する。
ルイ・ナポレオンの最大の障害物はパリ軍事総督シャンガルニエ将軍であった。ルイ・ナポレオンはシャンガルニエ将軍が秩序党と結託してクーデターを計画していることを察知、1851年1月3日、先手を打って将軍を更迭した。議会によるクーデターは阻止され、今度はルイ・ナポレオンがクーデターを試みる番となる。しかし、ルイ・ナポレオンは議会との平和共存のために大統領の再選禁止を規定する憲法第45条の修正を提案した。議会内でも大統領によるクーデターを回避する必要性が認識され、憲法改正の議論が積極的に交わされる。アレクシス・ド・トクヴィルも将来の政変の可能性を予測して憲法改正を支持したが、7月19日、6日をかけた議論の末に憲法改正案は賛成446票対反対278票で改正規定の三分の二に届かずに廃案となってしまう。かくして、ルイ・ナポレオンのクーデターは不可避となり、時期を待つのみとなった。
ルイ・ナポレオン大統領は選挙資格制限法の撤回を求めたが、提案を議会から拒絶されて、ついにクーデターを決意する。

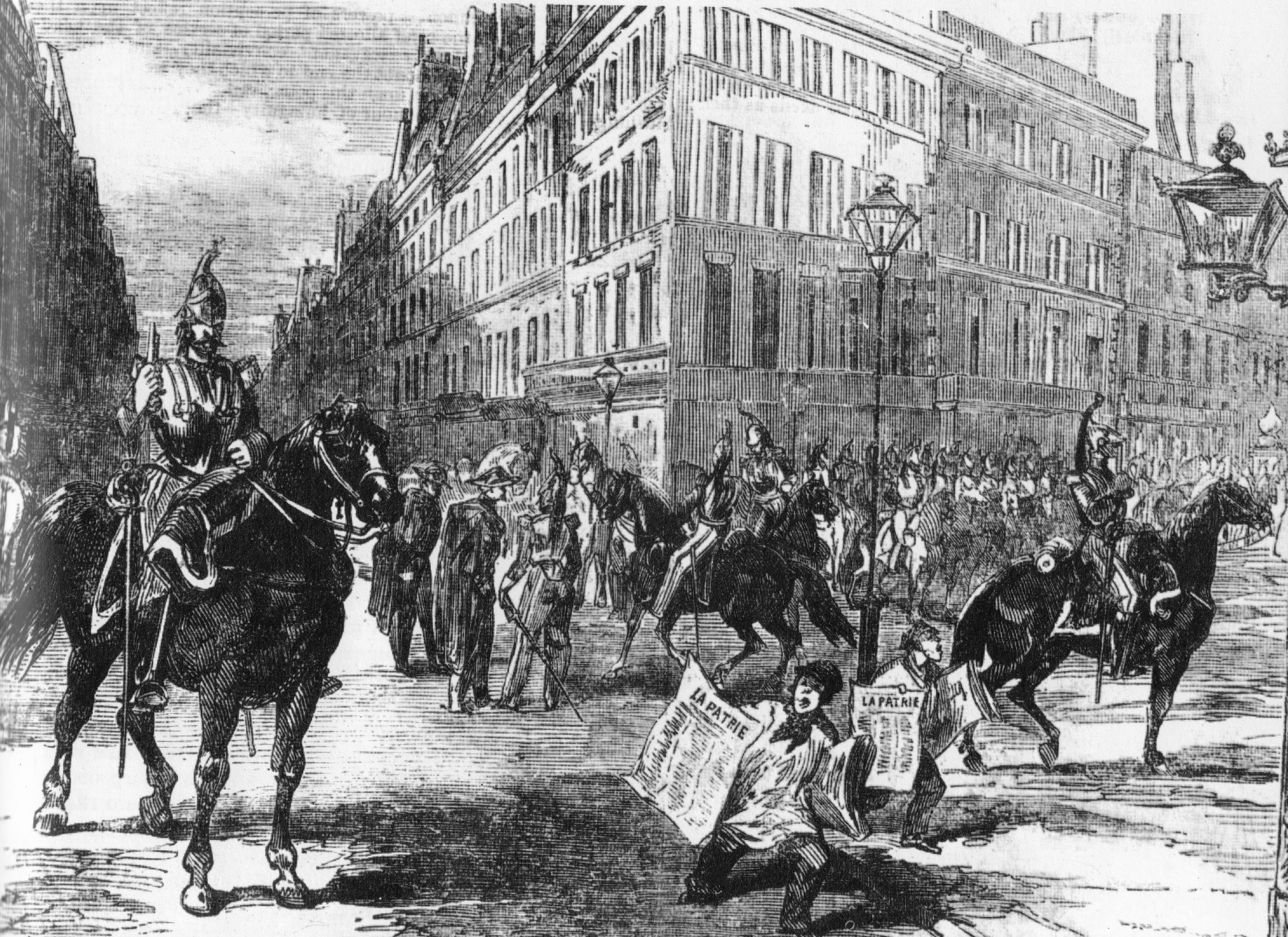
ルイ・ナポレオンのクーデターが決行された1851年12月2日のパリの様子を描いた絵。

1851年12月2日、警視総監モーバ、陸軍大臣サン・タルノー、内務大臣シャルル・ド・モルニー、腹心ペルシニー、パリ総司令官ピエール・マニャンの主導のもとに1851年12月2日のクーデターを起こし、国民議会を解散してオルレアン派のアドルフ・ティエールや王党派のベリエ、共和派のカヴェニャック将軍や、シャンガルニエ将軍が逮捕され、議会メンバーが次々と拘束された。
翌12月3日、民衆派議員ジャン・バティスタ・ボダンはバリケード上で共和政の防衛のために立ち上がるよう民衆を鼓舞したが、銃撃を受けて死を遂げた。クーデターは抵抗を次々と排除して着々と進められ、成功を収めた。12月20日の国民投票の結果、成人男子選挙の復活と憲法改正を提示した大統領提案が可決され、クーデターは合法化された。1852年11月22日、国民投票でルイ＝ナポレオンの皇帝即位が可決された。同年12月2日、皇帝ナポレオン3世として即位し、第二帝政の始まりとなった。

## 脚註
1. ↑  河野健二 1982 p.48
2. ↑  河野健二 1982 p.49
3. ↑  河野健二 1982 p.50
4. ↑  河野健二 1982 pp.84-86
5. ↑  河野健二 1982 p.66
6. ↑  河野健二 1982 p.91
7. ↑  河野健二 1982 pp.104-109
8. ↑  鹿島(2004) pp.59-60
9. ↑  河野健二 1982 pp.144-145
10. 1 2  河野健二 1982 p.162
11. 1 2  鹿島(2004) p.61
12. 1 2  河野健二 1982 p.160
13. ↑  河野健二 1982 p.161
14. ↑  鹿島(2004) p.58
15. ↑  鹿島(2004) p.59
16. ↑  河野健二 1982 pp.161-162
17. ↑  鹿島(2004) p.62
18. ↑  鹿島(2004) pp.62-63
19. 1 2  河野健二 1982 p.163
20. ↑  河野健二 1982 pp.163-164
21. 1 2  河野健二 1982 p.164
22. 1 2  河野健二 1982 p.165
23. ↑  鹿島(2004) p.63
24. ↑  河野健二 1982 p.186
25. ↑  鹿島(2004) pp.63-64 p.68
26. ↑  河野健二 1982 p.185
27. ↑  鹿島(2004) pp.63-64
28. ↑  河野健二 1982 pp.182-184
29. ↑  鹿島(2004) pp.66-67
30. ↑  鹿島(2004) p.69
31. 1 2  鹿島(2004) p.70
32. ↑  鹿島(2004) p.49
33. ↑  鹿島(2004) p.75
34. ↑  鹿島(2004) p.77
35. ↑  鹿島(2004) pp.78-79
36. ↑  鹿島(2004) p.79
37. ↑  鹿島(2004) p.80
38. ↑  鹿島(2004) p.81
39. ↑  鹿島(2004) pp.83-84
40. 1 2  鹿島(2004) p.85
41. ↑  鹿島(2004) pp.87-88
42. ↑  鹿島(2004) pp.92-93
43. ↑  鹿島(2004) pp.95-97
44. ↑  鹿島(2004) p.103
45. ↑  鹿島(2004) pp.114-116, pp.120-121
46. ↑  鹿島(2004) pp.124-125
47. ↑  鹿島(2004) p.148, p.155